# Caroline Abadie
Pour les articles homonymes, voir Abadie.
Caroline Abadie, née le 7 septembre 1976 à Saint-Martin-d'Hères (Isère), est une femme politique française.
Elle est élue députée de la huitième circonscription de l'Isère lors des élections législatives françaises de 2017. Elle est membre du bureau exécutif de La République en marche de novembre 2017 à juillet 2021.

## Biographie
Caroline Abadie naît le 7 septembre 1976 à Saint-Martin-d'Hères, dans l’Isère,.
Elle étudie le droit puis travaille une quinzaine d'années dans le conseil en recrutement en Île-de-France. À partir de 2010, elle tient avec son mari des chambres d'hôtes à Grenay en Isère dont elle renonce à s'occuper pour pouvoir se consacrer à sa campagne électorale.
Elle est élue députée de la huitième circonscription de l'Isère lors du second tour des élections législatives françaises de 2017. Elle devance avec 63,9 % des suffrages le candidat Front national, Thibaut Monnier. Alors qu'elle espérait initialement siéger à la commission des Affaires sociales de l'Assemblée nationale, elle intègre la commission des Lois et la mission d'information sur la justice des mineurs de cette commission.
En novembre 2017, à l'occasion du conseil national de La République en marche, elle intègre le bureau exécutif du parti.
Lors des élections législatives de juin 2022, elle est réélue au second tour avec 53,63 % des suffrages exprimés face à Benoît Auguste (RN),.

## Positions
Caroline Abadie fait partie des nouveaux députés LREM qui sont issus du milieu de l'entreprise et qui se sont engagés après avoir été séduits par le côté « start-up » d’En marche ! : ils ont eux-mêmes imprégné le fonctionnement de LREM de leurs méthodes managériales et de leur jargon. Elle soutient la réforme du code du travail et plaide en faveur d'un droit adapté aux entreprises. Pour elle, « nous ne pouvons plus avoir le même code pour une multinationale et pour une société de deux salariés. C'est trop rigide. ». Elle estime également que l'Assemblée nationale devrait compter plus d'entrepreneurs : « c'est important qu'elle compte des gens qui montent des business et créent des emplois ». 